# Филит Иллирийский
Филит — святой мученик, пострадавший за веру с женой Лидией и детьми Македонием и Феопрением в Иллирии при римском императоре Адриане. Память в Православной церкви совершается 23 марта (5 апреля).

## Жизнеописание
Согласно Римскому мартирологу, Филит был членом сената. Его арестовали вместе с семьёй и привели на допрос к императору, который отправил их на суд военачальника Амфилохия в Иллирию. Мучеников били железными прутьями и затем бросили в кипящее масло, но они остались невредимыми. В ходе мучений Амфилохий сам уверовал во Христа и вошёл в котел с маслом.
После перенесённых мучений Филит с семьёй вознесли благодарственные молитвы и скончались.